# Jindřich Feld
Jindřich Feld (19. února 1925 Praha – 8. července 2007 tamtéž) byl český hudební skladatel.

## Život
Pocházel z hudební rodiny. Otec, Jindřich Feld starší, byl profesorem houslí na Pražské konzervatoři a matka byla také houslistkou.
Nejprve studoval hru na housle a violu u svého otce. Na Pražské konzervatoři a na Akademii múzických umění v Praze vystudoval skladbu. Studia dokončil v roce 1952. V témže roce získal i doktorát filozofie na pražské Karlově univerzitě v oboru hudební vědy, estetiky a filozofie. Po úspěších na několika mezinárodních festivalech si jeho skladby získaly mezinárodní pozornost a Feld dostával i četné objednávky ze zahraničí.
Feldova skladatelská činnost může být rozdělena do tří období. V prvním se vyrovnával s tradicí evropské a především české hudby. Sem patří již jeho absolventská práce: Koncert pro orchestr a zejména jedna z jeho nejznámějších skladeb Koncert pro flétnu a orchestr (1954), který uvedl na koncertní pódia světový flétnista Jean-Pierre Rampal. Totéž platí i o Koncertu pro violoncello a orchestr (1958) a dětské opeře Pošťácká pohádka.
Ve druhém období, zahrnujícím šedesátá léta, se zabýval soudobými kompozičními technikami (dodekafonií, serielní technikou, aleatorikou atd.) což přispělo k výraznějšímu stylovému vyhranění jeho tvorby. Toto období charakterizují skladby jako 4. smyčcový kvartet (státní cena 1968), 1. symfonie (1967), Suita pro smyčcový komorní orchestr (uvedená v Hannoveru také jako abstraktní balet) či Tři fresky pro orchestr. Nejvýznamnější skladbou tohoto období je patrně Dramatická fantasie pro symfonický orchestr "Srpnové dny", vytvořená na přelomu let 1968-1969 jako protest proti Invazi vojsk Varšavské smlouvy do Československa v roce 1968.
Třetí období, obsahující tvorbu z let sedmdesátých a osmdesátých, je obdobím syntézy dosavadních podnětů. Kromě řady nástrojových koncertů a komorních skladeb je nejzávažnějším a nejrozsáhlejším dílem jeho kantáta-oratorium Kosmova kronika česká na středověký latinský text.
Mezinárodní ohlas jeho skladeb vyústil i v rozsáhlou činnost pedagogickou. V letech 1968–1969 působil jako hostující profesor kompozice v Austrálii na universitě v Adelaide. V letech 1972–1986 byl profesorem skladby na Pražské konzervatoři. Jako host přednášel na několika amerických univerzitách, v Dánsku, Norsku, Německé spolkové republice, Francii, Anglii a v Japonsku. Po roce 1989 působil jako funkcionář v různých výborech a organizacích. V létech 1990-1992 byl šéfredaktorem hudebního vysílání Československého rozhlasu. Jindřich Feld byl veden v seznamech STB jako agent.
Jindřich Feld obdržel za své skladby řadu cen v různých skladatelských soutěžích v Československu i v zahraničí. Jeho dílo bylo vydáno na mnoha CD předních světových firem.

## Dílo
Dílo Jindřicha Felda zahrnuje převážně instrumentální hudbu, a to jak orchestrální, tak i komorní. Jediným scénickým dílem je dětská opera Pošťácká pohádka na námět Karla Čapka. Je rovněž autorem řady instruktivních skladeb pro různé nástroje.

### Orchestrální skladby
- Divertimento pro smyčcový orchestr (1950)
- Furiant pro symfonický orchestr (1950)
- Koncert pro orchestr (1951)
- Veseloherní předehra (1953)
- Koncert in C pro komorní orchestr (1957)
- Dramatická předehra "Květen 1945" (1960)
- Suita pro smyčcový komorní orchestr (1961)
- Duryňská předehra pro symfonický orchestr (1961)
- Tři fresky pro symfonický orchestr (1963)
- Serenata giocosa per orchestra da camera
- 1. symfonie pro symfonický orchestr (1967)
- Dramatická fantasie "Srpnové dny" pro symfonický orchestr (1969)
- Komorní symfonieta pro smyčce (1971)
- Partita piccola pro akordeonový orchestr (1976)
- Evokace pro akordeonový orchestr a bicí nástroje (1978)
- Serenáda pro smyčcový komorní orchestr (1979)
- 2. symfonie pro symfonický orchestr (1983)
- Pohádky H. Ch. Andersena pro akordeonový orchestr (1984)
- Freska pro symfonický dechový orchestr (1985)
- Cosmae Chronica Boemorum, oratorium-kantáta pro sóla, smíšený sbor a symfonický orchestr (1988)
- Veselá předehra pro symfonický dechový orchestr (1996)
- Divertimento pro dechový orchestr (1997)
- 3. symfonie "Fin de siecle" pro symfonický orchestr (1998)
- Slavnostní americká fantazie pro symfonický orchestr, dechový orchestr, smíšený sbor a saxofon sólo (1999)
- Kasace pro smyčcový komorní orchestr (2000)
- Koncertantní hudba pro flétnový orchestr (2000)
- Sinfonietta pro symfonický orchestr "Pour les temps d'harmonie" (2001)

### Koncertantní skladby
- Koncert pro flétnu a orchestr (1954)
- Rapsodie pro housle a orchestr (1956)
- Koncert pro violoncello a orchestr (1958)
- Koncert pro fagot a orchestr (1959)
- Koncertantní hudba pro hoboj, fagot a orchestr (1964)
- Sonáta pro flétnu a smyčcový orchestr (1965)
- Koncertantní skladba pro lesní roh a orchestr (1966), Leduc 6'
- Koncert pro hoboj a orchestr (1970)
- Koncertantní suita pro basklarinet, klavír, smyčce a bicí (1972)
- Koncert pro klavír a orchestr (1973)
- Koncert pro trombón a orchestr (1975)
- Koncert pro akordeon a orchestr (1975)
- Koncert pro housle a orchestr (1977)
- Koncertantní fantasie pro flétnu, smyčce a bicí (1980)
- Koncert pro saxofon a orchestr (1980, revize 1984)
- Koncert pro harfu a orchestr (1982)
- Koncertino pro flétnu, klavír a orchestr (1991)
- Dvě skladby pro violoncello a orchestr (Elegie a Burleska)
- Koncertino pro violoncello a smyčcový komorní orchestr (1999)
- Americké koncertino pro sopránový saxofon a komorní orchestr (2002)
- Koncertantní hudba pro flétnu, violu, harfu a smyčce (2005)

### Skladby pro sólový nástroj a nástroj s klavírem
- Suita pro klarinet a klavír (1949)
- Čtyři kusy pro flétnu (1954)
- Dvě skladby pro violoncello a klavír (Elegie a Burleska)
- Sonáta pro violu a klavír (1955)
- Rapsodie pro housle a klavír (1956)
- Sonáta pro flétnu a klavír (1957)
- Preludium a toccata pro klavír (1959)
- Preludium a toccata pro dva klavíry (1960)
- Rapsodie pro varhany (1963)
- Suita pro akordeon (1965)
- Koncertní skladba pro lesní roh a klavír (1965)
- Čtyři intermezza pro akordeon (1967)
- Sonatina pro fagot a klavír (1969)
- Sonatina pro klarinet a klavír (1970)
- Koncertantní suita pro basklarinet a klavír (a bicí nástroje ad libitum) (1971)
- Sonáta pro klavír (1972)
- Sonáta pro violoncello a klavír (1972)
- Kontrasty pro flétnu (1973)
- Sonáta pro kytaru (1974)
- Koncertantní skladba pro akordeon (1974)
- Rapsodická suita pro klarinet (1976)
- Toccata a passacaglia pro harfu (1976)
- Elegie pro sopránový saxofon (nebo hoboj) a klavír (1981)
- Sonáta pro hoboj (nebo sopránový saxofon) a klavír (1982)
- Preludium a fuga pro akordeon (1982)
- Koncertantní hudba pro violu a klavír (1983)
- Sonáta pro housle a klavír (1985)
- Sonatina pro lesní roh a klavír (1989)
- Sonáta pro altový saxofon a klavír (1989-90)
- Partita concertante pro violoncello (1990)
- Introduzione, toccata e fuga pro flétnu (1991)
- Rapsodická suita pro altový saxofon (1992)
- Sonatine américaine pro flétnu a klavír (1995)
- Musica capricciosa pro altový saxofon a klavír (1998)
- Fantasia concertante sul tema della Serenata di Ricardo Drigo per ocarina (2001)
- Erinnerung an Mozart für Zauberflöte solo (2001)
- Fantasia - Variazioni su un tema di Leonardo De Lorenzo per flauto solo (2002)

### Komorní soubory
- 1. smyčcový kvartet (1949)
- 1. dechový kvintet (1949)
- 2. smyčcový kvartet (1952)
- Sonatina pro dvoje housle (1953)
- Komorní suita pro nonet (1960)
- Trio pro housle, violu a violoncello (1961)
- Duo pro flétnu a fagot nebo basklarinet (1962)
- 3. smyčcový kvartet (1962)
- Trio pro flétnu, housle a violoncello (1963)
- Capriccia pro dechový kvartet a kytaru (1964)
- 4. smyčcový kvartet (1965)
- Miniatury pro housle, kytaru a akordeon (1968)
- 2. dechový kvintet (1968)
- Kvintet pro žesťové nástroje (1970)
- Duo pro dva akordeony (1970)
- Smyčcový kvintet (se 2 violami) (1972)
- Trio pro housle (nebo flétnu), violoncello a klavír (1972)
- Pět slohových studií pro smyčcový kvartet, flétnu a harfu (1974)
- Koncertantní suita pro bicí nástroje (6 hráčů) (1976)
- Malé divertimento pro 4 lesní rohy (1976)
- Partita canonica pro 3 trubky a 3 trombóny (1977)
- Epigramy pro pikolu, tubu a harfu (1977)
- Serenáda pro 4 housle (1978)
- 5. smyčcový kvartet (1979)
- Hudba pro 2 akordeony (1979)
- Kasace pro 9 fléten (1980)
- Koncertantní duo pro 2 flétny (1981)
- Saxofonový kvartet (1981)
- Introdukce a Allegro pro akordeon a bicí (1983)
- Kvartetino pro zobcové flétny (1985)
- Laus cantus pro soprán a smyčcový kvartet (1985)
- Sonatina pro flétnu a harfu (1986)
- Concerto da camera pro dvě smyčcová kvarteta (1987)
- Trio pro hoboj, klarinet a fagot (1987)
- Duo pro housle a violoncello (nebo violu) (1989)
- Koncert pro saxofon, dva klavíry a bicí (1992)
- Kasace pro osm lesních rohů (1993)
- 6. smyčcový kvartet (1993)
- Trio giocoso pro klarinet (nebo altový saxofon), fagot a klavír (1994)
- Quintetto capriccioso pro flétnu, housle, violu, violoncello a harfu (1995)
- Divertimento pro flétnu a kytaru (1996)
- Kvintet pro saxofon (nebo klarinet) a smyčcový kvartet (1999)
- Flautarchia – Hudba pro flétnu a smyčcový kvartet (2000)
- Nokturno pro flétnu, housle, violu a violoncello (2002)

### Vokální skladby
- Vojna. Cyklus mužských sborů na slova Fráni Šrámka (1954)
- Devět písniček dětem na slova Františka Halase a Josefa Kainara pro zpěv s klavírem (1958, 1964)
- Sbory o zvířátkách na slova Františka Hrubína, pro dětský sbor a klavír (1965)
- Tři invence pro smíšený sbor (1966)
- Přišlo jaro do vsi. Cyklus písniček pro děti na lidové texty s doprovodem klavíru (1973)
- Posměšky na jména, pro dívčí sbor a malý instrumentální soubor nebo klavír, na slova české lidové poesie (1973)
- Malé polyfonie na lidové texty a nápěvy pro dětský sbor a klavír (1974)
- Popěvky na 12 měsíců. Cyklus pro dětský sbor se sóly, s doprovodem klavíru, flétny a 2 trubek nebo orchestru na slova Václava Čtvrtka (1977)
- Gloria cantus. Smíšený sbor sbor a capella na latinská slova (1984)
- Posměšky na jména. Smíšený sbor a capella na české lidové texty (1985)
- Bajky pro dětský sbor, klavír a zobcovou flétnu na slova Vladimíra Šefla (1986)
- Čínské lidové písně pro soprán a smyčcový kvartet na čínská slova (1987)
- Zoologická zahrada. Epigramy pro dětský sbor a klavír na slova Vladimíra Šefla (1987)
- Rozverné pohádky pro dětský sbor (nebo sólo), klavír, kontrabas a bicí na slova Václava Fischera (1990)
- Dvě ukolébavky pro dětský sbor, zobcovou flétnu a klavír na slova Václava Fischera (2003)

### Filmová hudba
- Bruncvík a lev (1980)
- Poselstvo krále Jíříka (1963)